# Doctor Steel

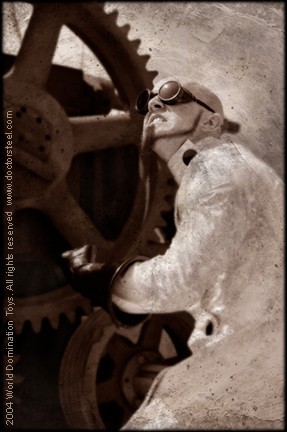
Doctor Steel

Doctor Steel (nome completo, Doctor Phineas Waldolf Steel) è stato il personaggio del noto polistrumentista statunitense Rion Vernon e anche un personaggio di Internet. Si è esibito in rare occasioni con una "banda di riserva” formata da tre robot. Steel è stato spesso citato come un esempio di musica steampunk e musica industriale.

## Apparizioni pubbliche
Steel ha fatto una breve apparizione su The Tonight Show e ha avuto numerose interviste. È stato oggetto di un articolo sulla rivista Wired per quanto riguarda le accuse secondo cui il musicista Dr. Horrible avrebbe copiato il suo stile.

## Genere musicale
Il genere di Steel è molto particolare, infatti nelle sue canzoni prende spesso ispirazione dalla musica industriale ma anche dalla musica folk e dal jazz. Le sue canzoni hanno pure molte influenze derivanti dal hip hop e dal metal.